# Anita (hetitski kralj)
Anita, sin Pithane, je bil kralj Kušare, mesta, ki ga še niso prepoznali. Med njegovim vladanjem je bilo napisano najstarejši znano besedilo v hetitskem jeziku.
Njegov visok uradnik (rabi simmiltim) se je imenoval Peruva.

## Življenjepis
Anita je vladal v 17. stoletju pr. n. št. in bil avtor tako imenovanega Anitovega besedila (CHT 1.A), najstarejšega znanega besedila v hetitskem jeziku. Zapis je hkrati tudi najstarejše besedilo v kakšnem indoevropskem jeziku. Zdi se, da je besedilo klinopisni prepis Anitovega napisa v Kanešu. Sestavil ga je morda Hatušili I., eden od prvih kraljev Hatuše.
Anitovo besedilo kaže, da je njegov oče osvojil Nešo (Kaneš, Kültepe), ki je postala pomembno mesto v kraljestvu Kušara. Anita je porazil Huzijo, zadnjega znanega kralja Zalpuve, in hatskega kralja Pijustija in osvojil njegovo prestolnico na prostoru kasnejše hetitske prestolnice Hatuše. Pijustijevo prestolnico je do tal porušil in prostor posejal s plevelom in ga preklel.
Anitovo ime je skupaj z imenom njegovega očeta zapisano na bodalu, najdenem v Kültepeju. Ime se pojavlja tudi v drugih besedilih iz Kültepeja in kasnejšem hetitskem izročilu.